# Мелетий (Спасов)
Епи́скоп Меле́тий (в миру Ра́дослав Сла́вчев Спа́сов; род. 21 декабря 1985, София) — епископ Болгарской православной церкви, титулярный епископ Знепольский, викарий Софийской епархии. Ректор Софийской духовной семинарии (c 2024 года).

## Биография
В 2005 году окончил 31-е среднюю школу с иностранными языками и менеджментом имени Ивана Вазова с профилем немецкого языка. В том же году он поступил на Богословский факультет Софийского университета имени святого Климента Охридского, который окончил в 2009 году в качестве бакалавра богословия с педагогической правоспособностью. В Академическом 2007/2008 году специализировался на богословии в Йенском университете в Германии. В 2013 году успешно окончил кафедру «классическая филология» Софийского университета.
В 2012 году был принят в качестве послушника в Дивотинский Свято-Троицкий монастырь, в котором 23 июня 2014 года епископом Браницким Григорием (Цветковым) был пострижен в монашество с именем Мелетий. 7 марта 2015 года там же и тем же архиереем был рукоположен в иеродиакона. 16 мая 2015 года там же и тем же архиереем был рукоположен во иеромонаха.
В 2016—2017 годах проходил богословскую специализацию в Общецерковной аспирантуре и докторантуре имени святых равноапостольных Кирилла и Мефодия в Москве.
В 2017 году назначен проректором по учебной работе Софийской духовной семинарии и преподавателем Священного Писания Нового Завета. Также руководил семинарским хором. 
В 2018 году стал заочным докторантом философии в Софийском университете.
29 июня 2022 года в храме святого Иоанна Рыльского Софийской духовной семинарии митрополитом Старозагорским Киприаном (Казанджиевым) возведён в сан архимандрита.
9 июля 2024 года решением Священного синода Болгарской православной церкви был назначен ректором Софийской духовной семинарии.
30 июня 2024 года был членом Патриаршего избирательного церковного собора в Софии от Софийской духовной семинарии.
10 сентября 2024 года Священный Синод Болгарской православной церкви в полном составе по предложению митрополита Пловдивского Николая (Севастиянова) единодушно решил избрал архимандрита Мелетия (Спасова) титулярным епископом Знепольским. В тот же день в Синодальной палате состоялось наречение архимандрита Мелетия во епископа Знепольского.
15 сентября 2024 года в патриаршем кафедральном Александро-Невском соборе в Софии состоялась его архиерейская хиротония, которую совершили: патриарх Болгарский Даниил, митрополит Ловчанский Гавриил (Динев), митрополит Пловдивский Николай (Севастиянов), митрополит Западно и Средноевропейский Антоний (Михалев), митрополит Неврокопский Серафим (Динков), митрополит Сливенский Арсений (Лазаров), епископ Мелникский Герасим (Георгиев), епископ Адрианопольский Евлогий (Стамболджиев), епископ Величкий Сионий (Радев), епископ Белоградчикский Поликарп (Петров), епископ Агатопольский Иерофей (Косаков), епископ Константийский Михаил (Диловский), епископ Браницкий Пахомий (Лозанов)